# Schloss Deufringen

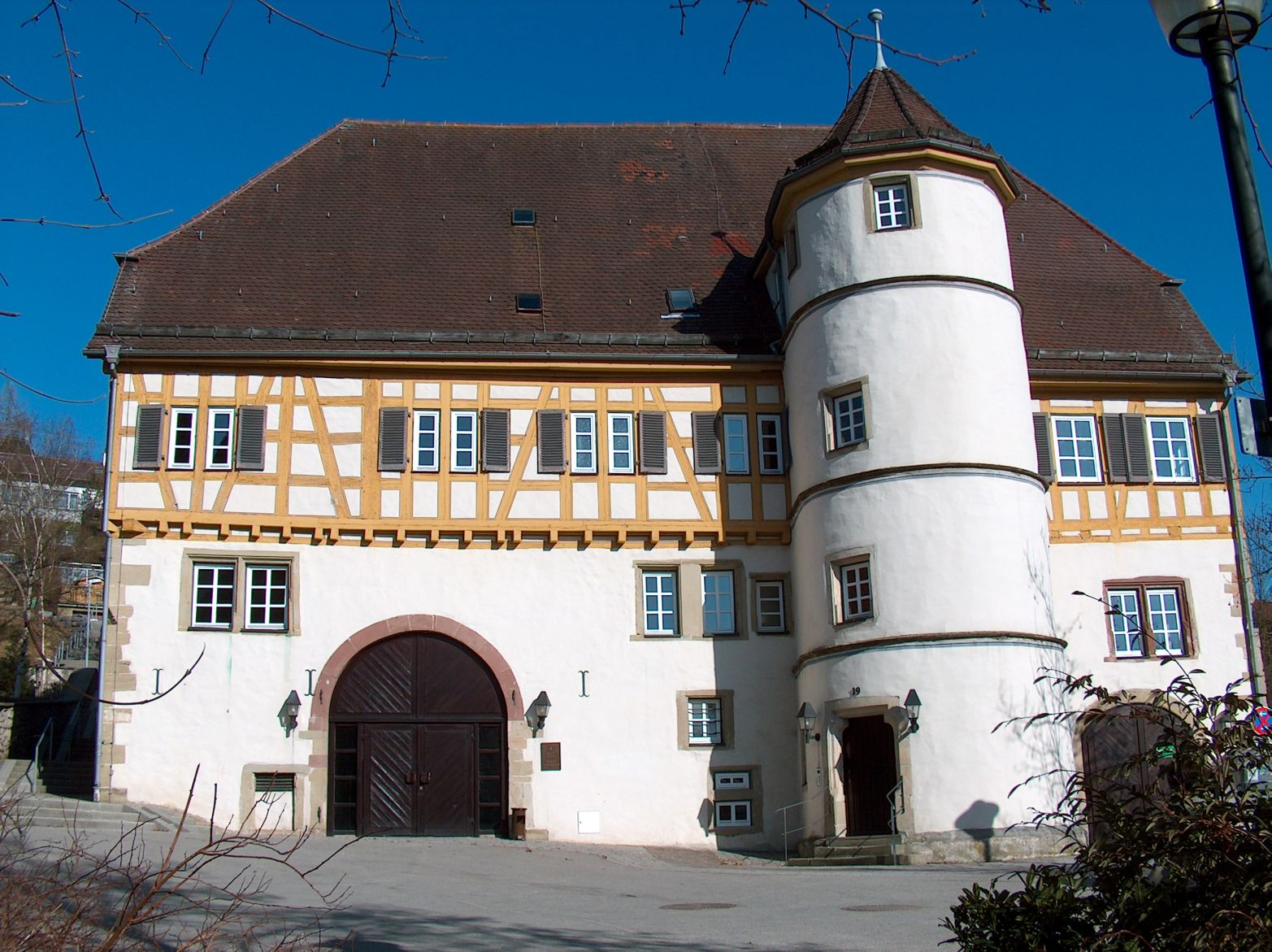
Schloss Deufringen

Schloss Deufringen, auch als Schloss Gültlingen oder Gültling’sches Schloss bezeichnet, liegt im Ortsteil Deufringen der Gemeinde Aidlingen im Landkreis Böblingen in Baden-Württemberg. Das Schloss befindet sich im Besitz der Gemeinde und wird als Bürgerhaus genutzt.

## Geschichte
Bereits im 14. Jahrhundert wird an der Stelle des Schlosses ein Vorgängerbau vermutet. Der heutige Schlossbau wurde 1592 unter dem Schorndorfer Obervogt Jakob von Gültlingen von Heinrich Schickhardt erbaut. Das Adelsgeschlecht der Gültlinger hatte das Lehen von 1402 bis 1699 inne. Bis 1699 war das Schloss Stammsitz der Familie. In diesem Jahr gab Johann Conrad von Gültlingen das Lehen an das Haus Württemberg ab. Dieses gab es an Geheimrat von Schütz weiter, der es 1726 zurückgab. Bereits 1746 erfolgte der Umbau zum Pastorat. Das Gebäude wurde bis 1976 von der evangelischen Gemeinde genutzt und befand sich im Besitz des Landes Baden-Württemberg. Die Gemeinde kaufte das Schloss 1977, um dort das Rathaus unterzubringen. Da das bereits bestehende denkmalgeschützte Rathaus nicht abgerissen werden konnte, wurde beschlossen, ein Bürgerhaus einzurichten. Der Gewölbekeller wird für Jazzkonzerte genutzt.

### Schlossgeist
Der angebliche Schlossgeist geht auf einen Mord zurück. Jakob von Gültlingen erstach in der Nacht vom 9. auf den 10. Oktober 1600 seinen Freund Konrad von Degenfeld. Jakob hielt den angeblich in ein Bettlaken gehüllten schlafwandelnden Konrad für ein Gespenst. Bereits am 15. Oktober 1600 wurde Jakob auf Verfügung Herzog Friedrich I. hingerichtet.